# زندگی جنسی کاترین م.
زندگی جنسی کاترین م. اثر منتقد هنری کاترین می‌یه در سال ۲۰۰۱ به زبان مادری نویسنده، فرانسوی، منتشر شد. ترجمه‌ای انگلیسی توسط آدریانا هانتر در سال ۲۰۰۲ انتشار یافت. زندگی جنسی موضوع کانتراورسی ملایم در دو سوی اقیانوس اطلس شد. ادموند وایت این کتاب را به عنوان «صریح‌ترین کتابی که تا به حال توسط یک زن در مورد سکس نوشته شده است» دوره کرده‌است.